# Roger Mobley
Pour les articles homonymes, voir Mobley.
Roger Mobley est un acteur américain né le 16 janvier 1949 à Evansville, Indiana dont la carrière est marqué par la courte durée et le fait d'avoir été surtout un acteur-enfant puis un adolescent.

## Biographie
Roger Mobley commence sa carrière à l'âge de huit ans quand son père se retrouve sans travail et quitte avec sa famille de huit enfants la ville de Pecos au Texas pour la Californie. Durant 9 années il participe à plus de 110 épisodes ou émissions de télévision et 9 longs métrages.
Il apparaît dans la série Fury sur NBC avec le rôle de Packy Lambert aux côtés de Peter Graves, Bobby Diamond et William Fawcett. Par la suite, il rejoint le studio Disney et participe à plusieurs séries dont Gallegher. Sa dernière participation à une production Disney est le téléfilm The Treasure of San Bosco Reef (1968).
En 1968, il est appelé sous les drapeaux pour la Guerre du Viêt Nam et devient un béret vert. Mobley aurait déclaré que « Oncle Walt Disney avait des projets pour moi, mais aussi Oncle Sam, et Oncle Sam a gagné ». À son retour en 1970, il intègre la police à Beaumont au Texas.
En 1978, il tente de reprendre le métier d'acteur et participe au film de Disney Le Retour du gang des chaussons aux pommes pour un simple apparition mais sans succès il réintègre les forces de l'ordre au Texas.

## Filmographie partielle
- 1962 : Jack le tueur de géants
- 1964 : Émile et les Détectives
- 1964 : For the Love of Willadean (téléfilm)
- 1964 : The Tenderfoot (téléfilm)
- 1965-1967 : Gallegher
- 1978 : Le Retour du gang des chaussons aux pommes